# Серебренниковская улица

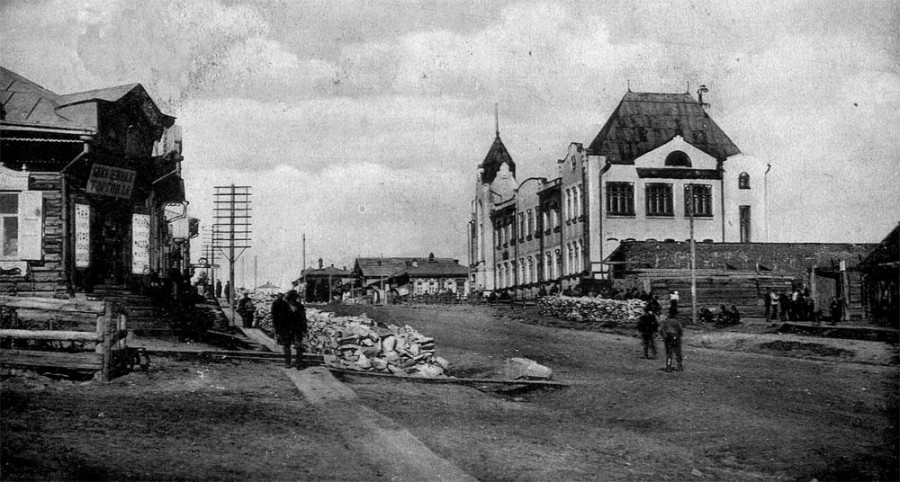
Улица в начале XX века (вид от пересечения с Каинской улицей, справа здание Александровского училища)

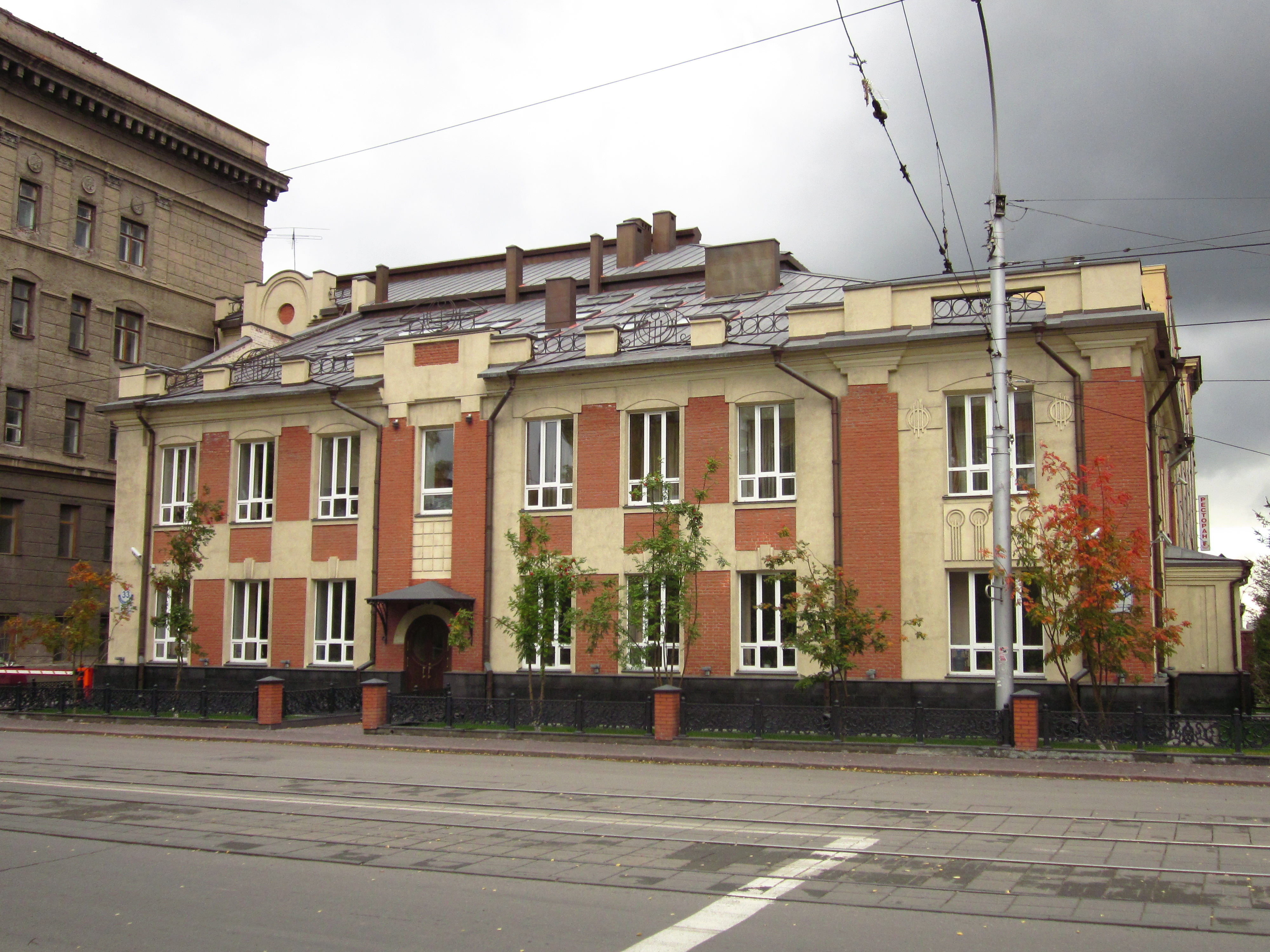
Бывший доходный дом (дом № 33)

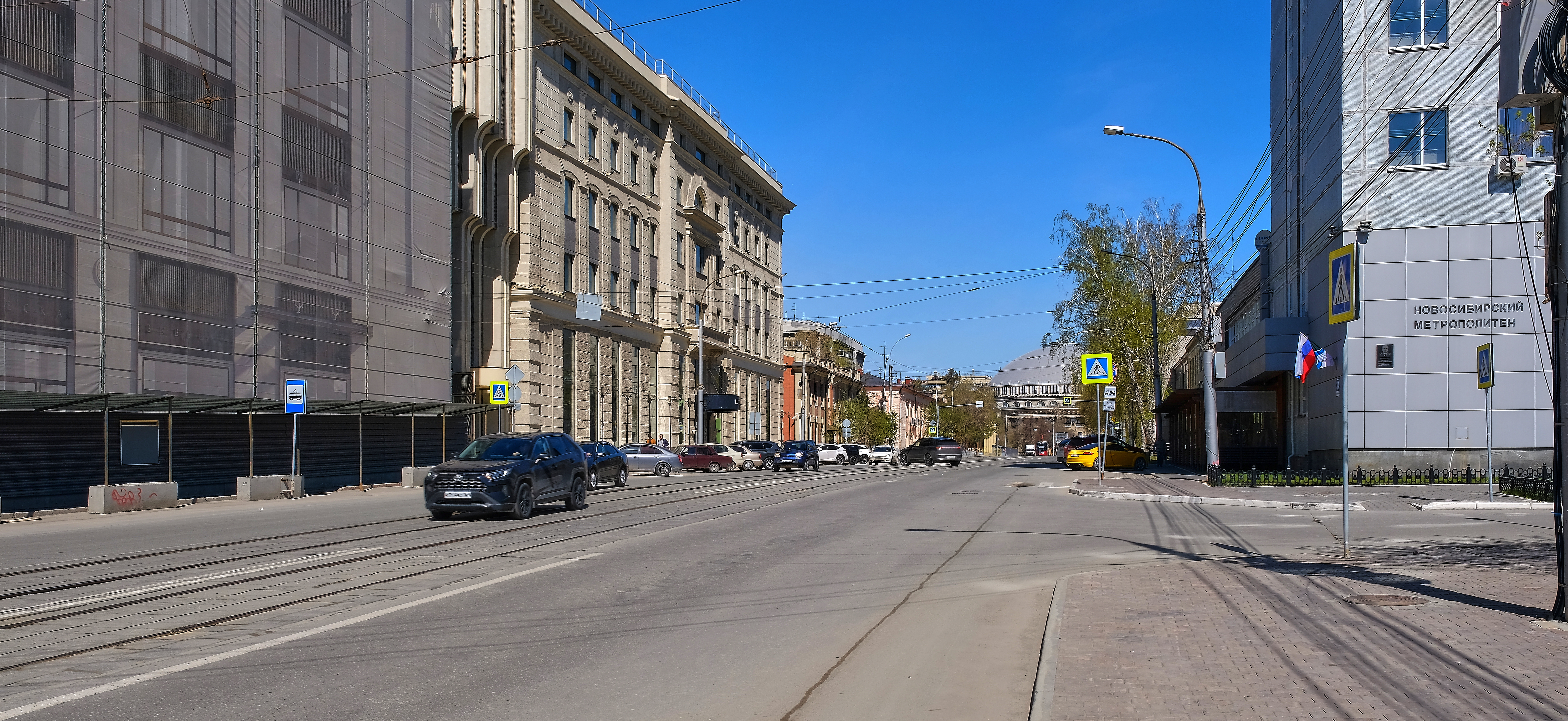
Вид на север от Октябрьской магистрали

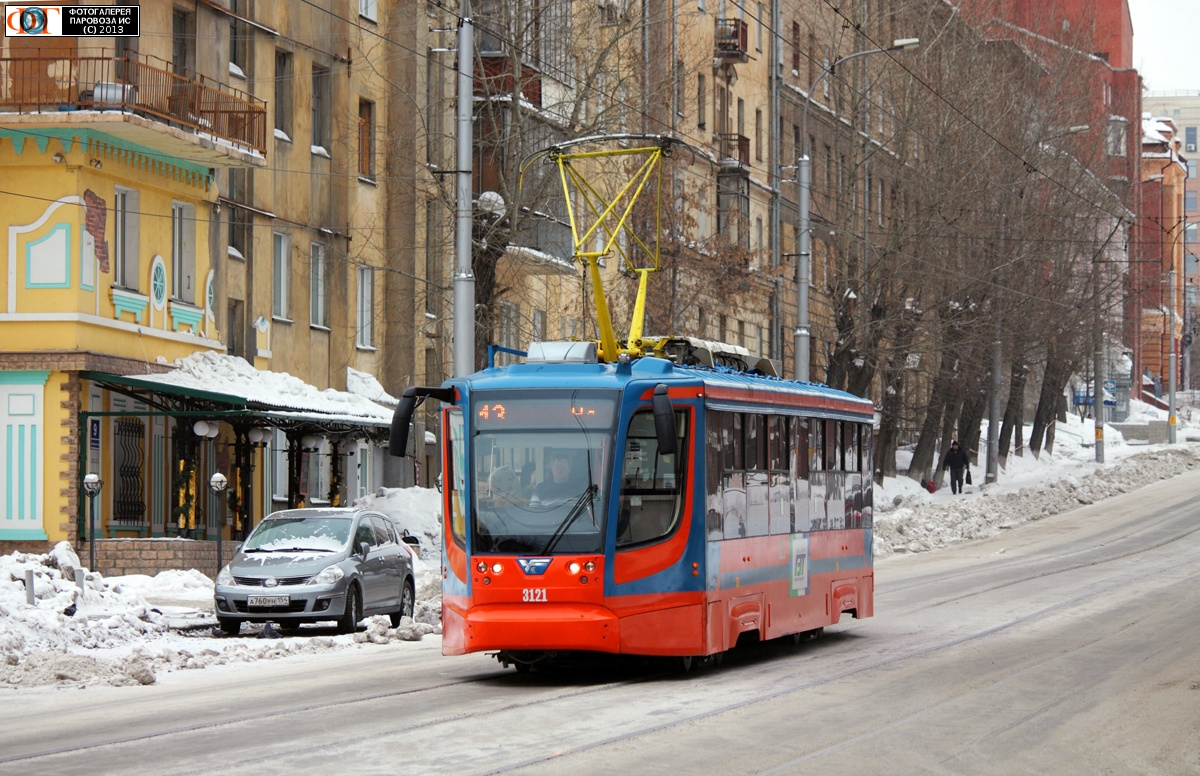
Трамвай на Серебренниковской улице

Сере́бренниковская улица — улица в Центральном районе Новосибирска, пролегающая с юга на север. Носит имя Фёдора Павловича Серебренникова.
Начинается от Мостовой улицы, которая условно разделена с Серебренниковской улицей поперечно расположенным над дорогой железнодорожным путепроводом. Заканчивается, примыкая к Депутатской улице напротив южного бокового фасада Театра оперы и балета, пересекается с улицами Сибревкома, Октябрьской магистралью, Максима Горького.
С севера на юг к Серебренниковской улице примыкают улицы: Кривощёковская, Каинская, Спартака, Свердлова, Коммунистическая, Октябрьская, Чаплыгина, Щетинкина.
Нумерация домов увеличивается с юга на север, западная сторона — нечётная.
До 1940-х годов Серебренниковская улица простиралась значительно дальше — вплоть до улицы Писарева. В 1940—1950-х годах из северного участка Серебренниковской улицы, начиная от северного бокового фасада Театра оперы и балета, была выделена улица Мичурина.

## Название улицы
Прежнее название — Александровская улица — в честь императора Александра III, издавшего указ о начале строительства Транссибирской магистрали.
Была переименована в 1920 году по имени Фёдора Павловича Серебренникова — большевика и революционера, участвовавшего в борьбе за советскую власть в Сибири.

## Исторические здания
- Здание Управления нефтескладами Западно-Сибирского района — двухэтажное кирпичное здание в стиле рационалистического модерна, сооружённое в 1925 (по другим данным — в 1910-е годы). Памятник архитектуры регионального значения[6].
- Александровское училище — здание, расположенное на углу улиц Сибревкома и Серебренниковской. Построено в 1912 году архитектором Крячковым А. Д.[7]
- 1-я поликлиника — здание в стиле конструктивизма, построенное в 1928 году. Памятник архитектуры регионального значения[8].
- Дом-комбинат НКВД — конструктивистское здание, сооружённое в 1934—1936 годах архитекторами Б. А. Гордеевым, С. П. Тургеневым, И. Т. Вороновым. Памятник архитектуры регионального значения[9].
- Жилой дом-комбинат — многоквартирный жилой дом с элементами конструктивизма. Построен в 1932 году. Архитекторы — И. Т. Воронов, Б. А. Гордеев. Памятник архитектуры регионального значения[10].

## Памятники и декоративные сооружения
- Памятник первому светофору — памятник, установленный в 2006 году на углу улиц Сибревкома и Серебренниковской в честь семидесятилетия Госавтоинспекции МВД России[11].
- Скульптура швейной машинки «Зингер» — декоративное сооружение на перекрёстке улиц Серебренниковской и Сибревкома.
- Скульптурная композиция «Аист».
- Скульптурная композиция «Мальчик с одуванчиком».
- Скульптурная композиция «Дерево».
- Фонтан «Совы».

## Организации
- Новосибирский метрополитен, МУП
- Главное управление МВД РФ по Сибирскому федеральному округу
- Государственный архив Новосибирской области
- «Бизон», стейк-бар
- Городская поликлиника № 1
- Средняя общеобразовательная школа № 12 с углублённым изучением предметов естественно-научного и математического циклов
- Новосибирский педагогический колледж № 1 им. А. С. Макаренко
- «Синар», сеть магазинов одежды

## Транспорт
На улице функционирует только один вид общественного транспорта — трамвай № 13 (Гусинобродское шоссе — Писарева).